# Neomymar soror
Neomymar soror är en stekelart som först beskrevs av Dmitriy Alekseevich Ogloblin 1939.  Neomymar soror ingår i släktet Neomymar och familjen dvärgsteklar. Inga underarter finns listade i Catalogue of Life.